# Айдар Халим
Айда́р Халим (баш. Айҙар Хәлим, тат. Айдар Хәлим (Хәлимов, Борис Нәҗметдин улы); род. 1942) — татарский и башкирский писатель, поэт, драматург, журналист. Член Союза писателей СССР с 1976 года, председатель Милли Меджлиса Татарского Народа в 1997—2001 годах, участник ликвидации аварии на Чернобыльской АЭС, кавалер международного ордена Белого Креста Рыцарей культуры и защиты жизни на Земле (Амстердам, Голландия).

## Биография
Родился в 1942 г. в деревне Малые Каркалы Миякинского района Башкирской АССР. В семье было четверо детей. Отец, сельский учитель, в самом конце войны погиб за освобождение Словакии от фашистской оккупации. Мать умерла рано. В 1946 г. от голода умер средний брат Нияз. Будущий поэт в четырёхлетнем возрасте оказался в детском приюте. После школы, получив специальность в городе Октябрьском, работал помощником бурильщика в калмыцких степях. Служил в армии. Совмещая работу дворника и сторожа детсада комбината «Спартак», в 1968 году окончил очное отделение журналистики Казанского университета.
Будучи уже известным молодым поэтом, поехал на строительство Нижнекамского нефтехимкомбината. Работал инженером по технической информации. За защиту прав татарского народа в пределах его собственной автономии подвергался преследованиям, негласному надзору, а также запрещению в печати. Вскоре был уволен «по сокращению штатов», хотя как молодой специалист пользовался законодательным иммунитетом от всяких увольнений и сокращений. Работал плотником на строительстве комбината.
В 1971 году А. Халим возвратился в БАССР и переехал в г. Уфу, где работал журналистом в республиканской газете «Совет Башкортостаны», старшим инженером управления Урало-Сибирским магистральными нефтепроводами, помощником главного режиссёра по литературной части Башкирского академического театра драмы им. М. Гафури.
В 1976 г. был принят в члены Союза писателей СССР. В 1985 г. окончил двухгодичные Высшие литературные курсы по жанру драматургии в г. Москве.
В 1991 г. по приглашению руководства и общественности А. Халим переехал в г. Набережные Челны и до 1995 г. возглавлял литературно- художественный и общественно-политический журнал «Аргамак».
В сентябре 2015 года в отношении Халимова было возбуждено уголовное дело по статье 282 УК РФ («Возбуждение ненависти либо вражды, а равно унижение человеческого достоинства»). Причиной уголовного преследования стали его заявления о расовой неполноценности русского народа.

## Творчество
Писать начал рано. Первое стихотворение напечатано, когда автору было 15 лет. Издал 15 книг (в 1989 году), вышедших на башкирском, татарском и русском языках. Автор трех пьес, снятых со сцены по указанию властей сразу после премьеры. Публиковался в газетах «Правда», «Красная звезда», «Гудок», «Литературная Россия», в журналах «Дружба народов», «Урал», «Вожатый».
Публицистические очерки «Язык мой — друг мой…» (1988), «Книга печали» (1989) и «Боза-боза паспортны, арттырабыз башкортны…», фельетон «Гомеремнећ ун кљне, яки бер ќинаять эзеннђн» (1996); «Татар кануны» (1996 г.) посвящены национальной политике Советского государства и Российской Федерации в отношении татар.
Сборники стихов «Беренселәр» (на башкирском языке), «Ветер листьев», повести «Өч аяклы ат», «Казлар көткәндә», «Татар моңы» и др. (на татарском языке).
С восьмидесятых годов А. Халим становится известным и в драматургии. По его пьесам в Башкирском академическом театре драмы им. М. Гафури был поставлен спектакль «Джанчишма» (1983 г.), а в Башкирском театре кукол — спектакль «Биктырыш» (1987 г.).

## Запрет книги в России
Книга Айдара Халима «Убить империю!» (Кипарис домой вернулся, или «Хотят ли русские войны»), 1997, издательство «Калкан» решением Набережночелнинского городского суда Республики Татарстан от 30.05.2017 внесена в Федеральный список экстремистских материалов под п.4196.

## Награды
- Заслуженный деятель  искусств  Республики Татарстан (2012 год)[6].
- Медаль «За доблестный труд» (2017 год)[7].
- Медаль «В память 1000-летия Казани» (2005 год)[6].